# St. Helena (Karolina Północna)
St. Helena – wieś w Stanach Zjednoczonych, w stanie Karolina Północna, w hrabstwie Pender.